# 2020 في الصين
فيما يلي قائمة بالأحداث التي حدثت خلال عام 2020 في الصين.

## الحكم

### زعيم باراماونت
- الأمين العام للحزب الشيوعي - شي جين بينغ

### رئيس الدولة
- الرئيس - شي جين بينغ
  - نائب الرئيس - وانغ كيشان

### رأس الحكومة
- رئيس مجلس الدولة - لي كه تشيانغ
  - نواب رئيس الوزراء - هان زهنغ, سون تشونلان, هو تشون هوا, ليو هي

### الهيئة التشريعية الوطنية
- رئيس الكونجرس - لي Zhanshu

### الاستشارات السياسية
- رئيس المؤتمر - وانغ يانغ

### لجنة الإشراف
- المخرج : يانغ شياودو

## الأحداث

### كانون الثاني
- 20 كانون الثاني - حث رئيس مجلس الدولة الصيني مجلسلي كه تشيانغ على بذل جهود للوقاية من مرض فيروس كورونا 2019 والسيطرة عليه.[1]

- 26 كانون الثاني - تم إنشاء المجموعة الرائدة للوقاية من مرض فيروس كورونا 2019 ومكافحته بقيادة لي كه تشيانغ.[2] قررت المجموعة الرائدة تمديد عطلة عيد الربيع لاحتواء تفشي فيروس كورونا.

- 27 كانون الثاني - زار لي كه تشيانغ مدينة ووهان, مركز ما أصبح وباء كوفيد-19, لتوجيه أعمال الوقاية من الوباء.[3]

- 28 كانون الثاني - افتتاح المركز الطبي الإقليمي لجبل دابي في منطقة Huangzhou, هوانغقانغ، خوبي .
- 30 كانون الثاني - في الاجتماع الثاني للجنة الطوارئ لمنظمة الصحة العالمية, أعلن تفشي فيروس كورونا الجديد في ووهان حالة طوارئ صحية عامة تثير قلقاً دولياً (PHEIC).[4]

### شباط
- 3 شباط - استقبل مستشفى هوو شين شان المرضى بعد فترة بناء سريعة.
- 6 شباط - اجتاز مستشفى لي شين شان التقييمات وسيبدأ في قبول المرضى قريباً.[5]
- 10 شباط - وصل فريق متقدم من الخبراء الطبيين من منظمة الصحة العالمية إلى الصين, بقيادة الدكتور بروس إيلوارد, الذي نسق استجابة منظمة الصحة العالمية للإيبولا في عام 2016.[6][7]
- 28 شباط - تم حظر بطل السباحة الأولمبية الصينية ثلاث مرات, سون يانغ, لمدة 8 سنوات لتغيبه عن اختبار المنشطات في أيلول 2018 من قبل محكمة التحكيم الرياضية.[8]

### آذار

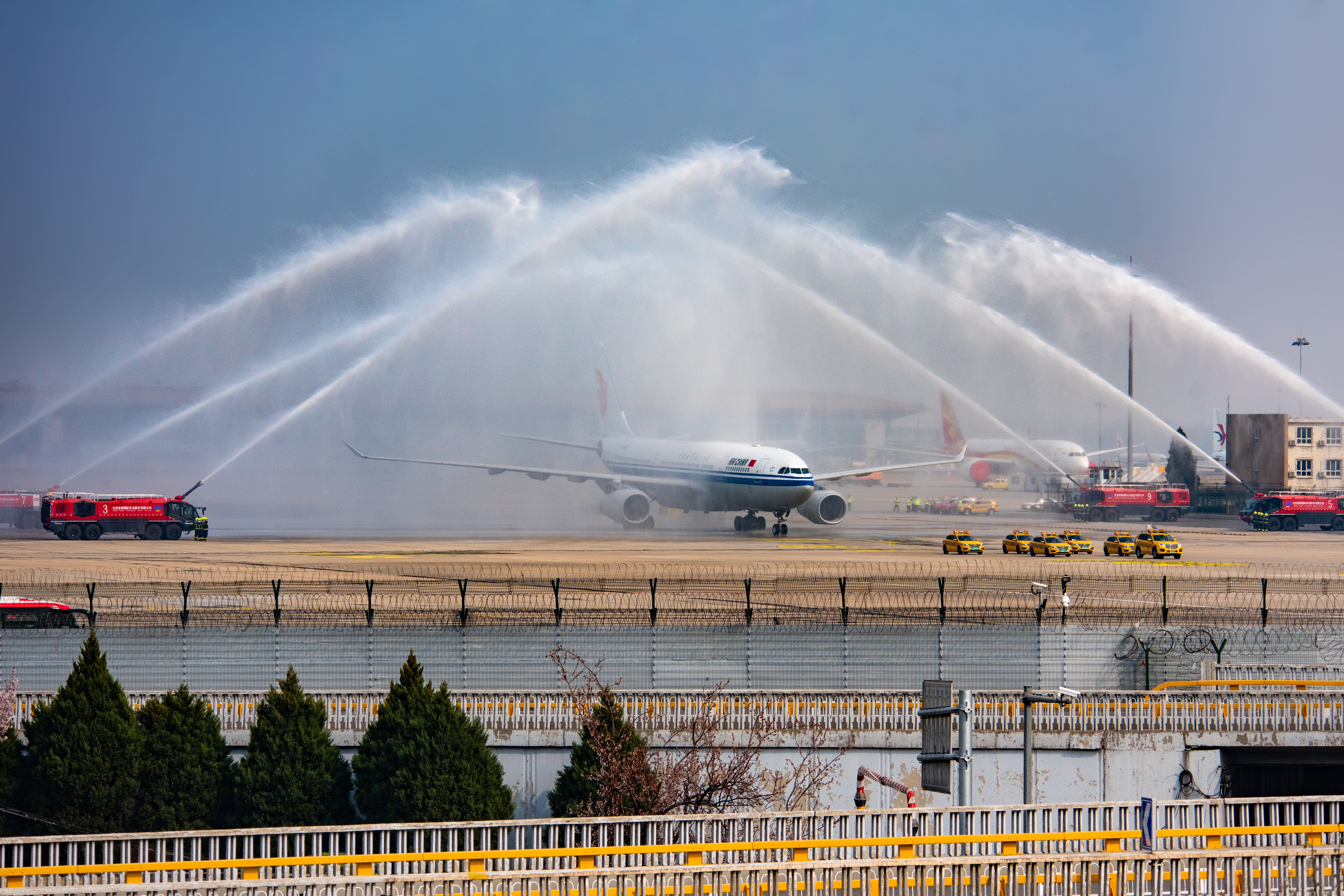
عاد الفريق الطبي في بكين الذي يساعد هوبي إلى بكين في 31 آذار 2020, مع استقبال رحلتهم تحية المياه في مطار العاصمة بكين الدولي

- 7 آذار - انهيار فندق شينجيا إكسبريس
- 10 آذار - الأمين العام للحزب الشيوعي الصيني شي جين بينغ يزور مدينة ووهان, منشأ جائحة فيروس كورونا, بعد إغلاق غير مسبوق للمدينة المركزية التي يبلغ عدد سكانها 11 مليون نسمة.[9]
- 24 آذار - أفاد رئيس الوزراء الصيني لي كه تشيانغ أنه تم حظر انتشار الوباء المنقولة محليًا بشكل أساسي وتم السيطرة على جائحة فيروس كورونا في الصين.[10]

### نيسان
- 4 نيسان - بالتزامن مع مهرجان تشينغمينغ, تم إعلان يوم حداد وطني تلاه صمت لمدة ثلاث دقائق تكريمًا لأكثر من 3300 شخص ماتوا بسبب مرض فيروس كورون.[11]

### أيار
- 9 أيار - أصيب عدد من الجنود الهنود والصينيين في اشتباك عبر الحدود عند معبر ناتولا. واشتبك قرابة مائة وخمسين جنديًا في «مواجهة» تضمنت اشتباكات بالأيدي ورشق الحجارة.[12]

### حزيران
- 26 حزيران - سلط ما يقرب من 50 خبيرا مستقلا من خبراء حقوق الإنسان التابعين للأمم المتحدة الضوء على قلقهم بشأن الوضع في الصين. وأعربوا عن قلقهم إزاء العديد من الإجراءات بما في ذلك على سبيل المثال لا الحصر مزاعم العمل القسري. التدخل التعسفي في الحق في الخصوصية ؛ قوانين الأمن السيبراني المقيدة ومكافحة الإرهاب والتحريض ؛ الانتقام من الصحفيين والعاملين في المجال الطبي وغيرهم ممن يتحدثون علناً عن كوفيد-19 ؛ قمع الأقليات العرقية في شينجيانغ والتبت ؛ وقمع الاحتجاجات ومناصرة الديمقراطية في منطقة هونغ كونغ الإدارية الخاصة. وحثوا الصين على «سحب مشروع قانون الأمن القومي لهونغ كونغ».[13][14]

### تموز
- 7 تموز - تحطم حافلة أنشون

### أيلول
- 22 أيلول - خلال الجمعية العامة للأمم المتحدة لعام 2020, أعلن الرئيس شي جين بينغ أن الصين ستهدف إلى الوصول إلى ذروة الانبعاثات قبل عام 2030 ولحياد الكربون بحلول عام 2060.[15]

## حالات الوفاة
- 7 شباط - لي وين ليانغ
- 7 أيلول - جاو وينبين

### لمحات عامة عن البلد
- الصين
- تاريخ الصين
- تاريخ جمهورية الصين الشعبية
- حكومة الصين
- سياسة الصين
- التسلسل الزمني للتاريخ الصيني

### الجداول الزمنية ذات الصلة للفترة الحالية
- 2020
- عقد 2020